# Dương Bài Phong
Dương Bài Phong(杨排风) là một nhân vật trong giai thoại Dương gia tướng thời Bắc Tống. Cô là con gái nuôi của Dương Nghiệp và Xa Tái Hoa. Trong Hỏa Soái Dương Bài Phong, giúp Mộc Quế Anh cầm quân ra trận lập nhiều chiến công nên Dương Bài Phong được hoàng thượng sắc phong Đại Nguyên Soái. Từ nhỏ đã được Dương gia yêu thương cuộc sống cũng không phải khó khăn; chồng là Phan Thiếu Xuân (cháu nội Phan Nhân Mỹ). Trong bộ phim truyền hình "Mộc Quế Anh - Đại phá thiên môn trận", cô là một tỳ nữ nhà họ Dương và đã yêu hậu nhân của Bắc Hán - Lưu Hạo Nam (Gia Luật Hạo Nam). Trong bộ phim này, Dương Bài Phong do diễn viên Văn Tụng Nhàn vào vai.